# The Way I Am (autobiografia)
The Way I Am è un libro autobiografico scritto da Marshall Mathers, il rapper meglio noto col nome d'arte Eminem.
Sono presenti anche i testi dei singoli  Stan e Lose Yourself. Come si può notare, il libro è omonimo a un singolo del rapper di Detroit. In Italia è uscito il 3 novembre sotto la Mondadori nella collana Arcobaleno in italiano.

## Trama
È una raccolta delle vicende che hanno colpito il rapper: problemi di droga, povertà, la strada verso il successo, i problemi al cuore e la depressione. Nel libro ci sono anche riflessioni del rapper, fotografie e alcuni testi.